# Rosanna Yanni
Rosanna Yanni (eigentlich Marta Susana Ianni Paxot; * 27. Februar 1938 in Buenos Aires) ist eine seit den 1960er Jahren in Spanien tätige argentinische Schauspielerin.
Yanni, die aus einer italienischstämmigen Familie kommt, nahm Tanzunterricht, modelte und gewann einen Fernseh-Schönheitswettbewerb in Argentinien, wo sie auch ihre Bühnentätigkeit als Chormädchen in Revuen ihrer Heimatstadt Buenos Aires begann. Nachdem sie zwei Jahre lang in Italien als Model gearbeitet hatte, übersiedelte sie 1963 nach Madrid und begann mit Sol de verano eine Filmkarriere, die sie bis Mitte der 1970er Jahre als spanisches Sexsymbol in Gebrauchsfilmen, darunter viele Komödien und Horrorfilme von Regisseuren wie Pedro Lazaga, José María Forqué und Jess Franco aufrechterhalten konnte. Nach Hochzeit, der Geburt einer Tochter und fast zwanzig Jahren Pause vom Filmgeschäft war sie 1997 in Edoardo Campoys In den Armen der Bestie (Al limite) wieder auf der Leinwand zu sehen.

## Filmografie (Auswahl)
- 1963: Sol de verano
- 1968: Rio Hondo (Comanche blanco)
- 1968: Die Vampire des Dr. Dracula (La marca del hombre lobo)
- 1969: Küß mich, Monster (Bésame monstruo)
- 1969: Das Lied des Vergessens (La canción del olvido)
- 1969: 1944 – Die Brücke über die Elbe (No importa morir)
- 1969: Panzerschlacht an der Marne (Hora cero: Operación Rommel)
- 1969: Rote Lippen – Sadisterotica (El caso de las dos bellezas)
- 1971: Das Antlitz des Todes (El ojo del huracán)
- 1972: Bete, Amigo! (Che c'entriamo noi con la rivoluzione?)
- 1972: Die rote Sonne der Rache (La banda J.S.: cronaca criminale del Far West)
- 1973: Draculas große Liebe (El gran amor del conde Dracula)
- 1973: Die Stunde der grausamen Leichen (El jorobado de la morgue)
- 1973: Le guerriere dal seno nudo
- 1997: In den Armen der Bestie (Al límite)